# Zofingen (distrikt)
Zofingen är ett distrikt i kantonen Aargau, Schweiz.

## Geografi

### Indelning
Zofingen är indelat i 17 kommuner:
- Aarburg
- Bottenwil
- Brittnau
- Kirchleerau
- Kölliken
- Moosleerau
- Murgenthal
- Oftringen
- Reitnau
- Rothrist
- Safenwil
- Staffelbach
- Strengelbach
- Uerkheim
- Vordemwald
- Wiliberg
- Zofingen